# Exemplarstreuung
Der in der Produktionstechnik verwendete Begriff Exemplarstreuung besagt: Eine charakteristische Eigenschaft eines Baulementes oder technischen Gerätes fällt bei einer Serienherstellung nicht identisch aus, sondern es gibt für jedes Einzelteil oder jede Charge Abweichungen von einem Referenzwert und untereinander. Die Kennwerte bei verschiedenen Exemplaren desselben Typs fallen unterschiedlich aus.

## Beispiele

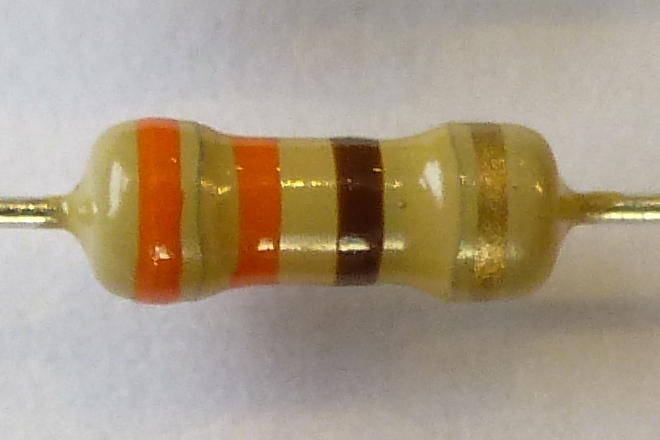
Die Kennzeichnung dieses Widerstands enthält in der Farbe des rechten Ringes eine Aussage zur Exemplarstreuung

Im einfachen Fall des nebenstehend gezeigten Widerstands wird dieser durch drei Farbringe in seinem Nennwert gekennzeichnet, durch einen vierten Ring in seiner Grenzabweichung. Durch den goldenen Ring ganz rechts wird angegeben, dass der Widerstand des Exemplars um bis zu 5 % vom Nennwert abweichen kann.
Halbleiterbauelemente können sogar in mehreren charakteristischen Eigenschaften nicht mit der wünschenswerten Einheitlichkeit herzustellen sein. Ferner kann die Exemplarstreuung erheblich breiter ausfallen. So wird für einen Transistor-Typ beispielsweise neben dem typischen Wert ein Streubereich unter festgelegten Bedingungen angegeben:
- den Gleichstrom-Verstärkungsfaktor mit typisch 290, minimal 200, maximal 450
- die Basis-Emitter-Spannung mit typisch 660 mV, minimal 580 mV, maximal 700 mV.

Oder für einen Operationsverstärker-Typ wird beispielsweise neben dem typischen Wert der im ungünstigsten Fall auftretende Wert unter festgelegten Bedingungen angegeben:
- der Eingangsruhestrom mit typisch 80 nA, maximal 500 nA
- der Gleichspannungs-Verstärkungsfaktor mit typisch 200 000, minimal 50 000
- die Eingangs-Offsetspannung mit typisch 1 mV, maximal 5 mV.

Bei derartigen Exemplarstreuungen muss durch Auslegung der elektrischen Schaltung (Arbeitspunktstabilisierung, Gegenkopplung) dafür gesorgt werden, dass die Eigenschaft der mit solch einem Bauelement hergestellten Schaltung von diesen Eigenschaften des Bauelementes im Rahmen des Streubereichs unabhängig wird.
Bei Sensoren werden Exemplarstreuungen von Nullpunkt und Steilheit (sowie Nichtlinearitäten und definierte Einflusseffekte) bewusst in Kauf genommen. Ein Mikrorechner übernimmt die Korrektur der individuellen Kennlinie. Die erforderlichen Parameter werden im Rahmen einer Kalibrierung ermittelt.

## Abgrenzung
Die Exemplarstreuung ist von der Toleranz zu unterscheiden, die besagt, welche Abweichung vom Normalzustand gerade noch keine Gegenmaßnahme notwendig macht oder die Funktion eines Systems gerade noch nicht gefährdet.